# معدل استرداد
معدل الاسترداد (بالإنجليزية: Receptor modulator)‏ أو معدل الناقلة (بالإنجليزية: transporter modulator)‏ هو نوع من الأدوية التي تعدل استرداد واحد أو أكثر من النواقل العصبية من خلال ناقلة النواقل العصبية المتعلقة بها.
تشمل معدلات الاسترداد مثبطات الاسترداد ومعززات الاسترداد.